# Cretacic timpuriu
| Imagine indisponibilă                                    |  | Imagine indisponibilă |
| Restaurare Lonchodectes (stânga) și Irritator (dreapta). |  |                       |

Cretacicul Timpuriu sau Cretacicul Inferior este prima din cele două diviziuni majore ale Cretacicului. În general este considerat că s-a desfășurat acum 146-100 milioane de ani.
În acest timp au apărut mai multe tipuri noi de dinozauri iar altele s-au dezvoltat. Ceratopsienii, tyrannosauridele, hadrosaurii dominau, stegosaurii au dispărut, iar marii sauropozi au suferit câteva modificări care le-a redus dimensiunea. În mări, ihtiozaurii au înregistrat un declin accentuat și au dispărut la începutul Cretacicului târziu.
Angiospermele (plantele cu flori) au apărut pentru prima dată. De asemenea, păsările apar pentru prima dată.
Continentele se separau în acele vremuri, forma lor nu era atât de asemănătoare cu cea actuală, deși erau tot șapte continente ca și astăzi, forma lor era foarte diferită. 

## Subdiviziuni
Comisia Internațională de Stratigrafie împarte Cretacicul timpuriu în șase etaje (sau vârste), ordonate de la cea mai recentă până la cea mai veche, în conformitate cu următoarea schemă:
| Albian      | (112,0 ± 1,0 – 99,6 ± 0,9 Ma)  |
| Aptian      | (125,0 ± 1,0 – 112,0 ± 1,0 Ma) |
| Barremian   | (130,0 ± 1,5 – 125,0 ± 1,0 Ma) |
| Hauterivian | (133,9 – 130,0 ± 1,5 Ma)       |
| Valanginian | (140,2 ± 3,0 – 133,9)          |
| Berriasian  | (145,5 ± 4,0 – 140,2 ± 3,0 Ma) |